# Earth Defense Force 2017
Earth Defense Force 2017 (THE地球防衛軍3 The Chikyū Bōeigun 3), conocido en España como Fuerza de defensa terrestre 2017 y también por las abreviaturas EDF2017 o FDT2017, es un videojuego programado por la compañía Sandlot y publicado por D3 Publisher, disponible en exclusiva para la consola Xbox 360. Es la tercera entrega de la serie The Chikyū Bōeigun. Earth Defense Force 2017 fue la primera entrega de la serie en aparecer en América del Norte.
Apareció en Japón el 14 de diciembre de 2006 con el título Chikyū Bōeigun 3. Posteriormente se lanzó en América del Norte el 20 de marzo de 2007 con el título Earth Defense Force 2017. Finalmente el juego llegó a Europa sólo diez días después, el 30 de marzo de 2007, con el mismo título que la versión americana. En España fue puesto a la venta con el título Fuerza de defensa terrestre 2017 y con doblaje en castellano.
En 2009, Earth Defense Force 2017 se puso a la venta para su descarga en el Bazar Xbox Live.
Una versión para PlayStation Vita, Earth Defense Force 2017 Portable, se puso a la venta en Japón el 27 de septiembre de 2012, en América del Norte el 8 de enero de 2013, y en Europa el 16 de enero de 2013. En América del Norte y en Europa sólo se puso a la venta en descarga digital en el servicio de descargas de PlayStation Network.

## Sistema de juego
EDF2017 posee una jugabilidad idéntica a las entregas anteriores. El juego es un shooter en 3D en el que el jugador controla a un miembro del escuadrón de la E.D.F. (Earth Defense Force), con un amplio repertorio de armas (Más de 150 diferentes), aunque al principio sólo empieza con tres. El resto hay que ir desbloqueándolas jugando al juego en todos sus niveles de dificultad.
A diferencia de la entrega anterior (Global Defence Force), en esta nueva entrega sólo hay un único personaje jugable (en GDF el jugador podía controlar a un miembro masculino y otro femenino, cada uno con sus 150 armas diferentes y con distinta jugabilidad) y también un número más reducido de misiones (sólo 53, frente a los 71 de la anterior entrega).
Los enemigos son, en general, insectos gigantes (hormigas, tarántulas, gusanos) pero también aparecen ovnis, robots gigantes y monstruos de distinta índole. La misión del jugador es, simplemente, matar a todos los enemigos para dar por concluida la misión. Los enemigos al morir sueltan objetos como botiquines de salud, piezas de armadura que aumentan permanentemente el nivel de vida máximo del protagonista, y nuevas armas. Su sencillo planteamiento de juego, unido a la posibilidad de aumentar la vitalidad máxima, la gran cantidad de armas que se pueden encontrar y utilizar, con una jugabilidad muy bien implementada, convirtieron a este juego en uno de los más queridos por los jugadores de todo el mundo.
Fuerza de defensa terrestre 2017 no posee modo multijugador en línea en su versión original de Xbox 360. Sólo dos modos multijugador local, que son "Versus" y "Cooperativo". En este último, dos jugadores pueden ayudarse mutuamente para superar las misiones del modo principal, algo muy útil, sobre todo, en las últimas misiones, de una dificultad considerable.

## Recepción y crítica
EDF2017 obtuvo notas muy discretas por parte de la prensa especializada, pero dejaban bien claro que la jugabilidad y diversión del juego estaban fuera de toda duda. Por parte de los jugadores, éstos sólo tienen comentarios positivos para el juego, como se puede ver en reanálisis y en foros de videojuegos. 

## Bazar Xbox Live
Desde 2009, el juego Earth Defense Force 2017 se encuentra disponible en el Bazar Xbox Live para su descarga.

## Versión PlayStation Vita
En septiembre de 2012 fue puesto a la venta en Japón una versión de este videojuego para el sistema  PlayStation Vita. El juego fue renombrado como Earth Defense Force 2017 Portable. Incluye nuevas misiones, un personaje nuevo para jugar (Pale Wing, rescatada de Global Defence Force de PlayStation 2), así como un modo multijugador en línea para hasta 4 jugadores. En Japón puede adquirirse mediante descarga o en formato físico, pero solo está disponible en versión digital para el mercado americano y europeo.